# Callanthias allporti
Callanthias allporti är en fiskart som beskrevs av Günther, 1876. Callanthias allporti ingår i släktet Callanthias och familjen Callanthiidae. Inga underarter finns listade.